# Laxtjärnen (Ströms socken, Jämtland)
Laxtjärnen är en sjö i Strömsunds kommun i Jämtland och ingår i Ångermanälvens huvudavrinningsområde.